# Кухотская Воля
Кухотская Воля (укр. Кухітська Воля) — село в Заречненской поселковой общине Варашского района Ровненской области Украины.
До 2020 года входило в Заречненский район.

## Общие сведения
Население по переписи 2001 года составляло 2059 человек. Почтовый индекс — 34035. Телефонный код — 3632.